# Alan Becker
Alan Becker (Dublin, Ohio; 18 de mayo de 1989) es un animador en línea estadounidense, personalidad y artista de YouTube, más conocido por crear la serie web Animator vs. Animation, sus cortos (tanto Animator vs. Animation como Actual Shorts) y su derivados, estos incluyen: Animation vs. Minecraft (y sus cortos, Animation vs. Minecraft Shorts), Animation vs. YouTube (con muchos YouTubers conocidos, así como los primeros videos virales de YouTube), Animation vs. League of Legends, Animation vs. Pokemon, Animation vs. Super Mario Bros. y Animation vs. Arcade Games tanto en Newgrounds como en YouTube.

## Temprana edad y educación
Alan Becker nació en Dublin, Ohio. Se graduó de Scioto High School en 2007 y asistió a Columbus College of Art and Design, donde se graduó en 2013.

## Carrera
Cuando él era niño, la familia de Becker era dueña de una computadora que él y sus hermanos compartían. Pero cuando entró a la secundaria le dieron una computadora. Fue a través de esta computadora que comenzó a experimentar con pixel art, a partir de 2001. Dos de los cortometrajes animados favoritos de Becker fueron el corto Duck Amuck de Looney Tunes de 1953 y la adaptación de 1959 de Harold and the Purple Crayon, ambos con personajes animados usando su entorno para dibujar cosas, que se convertirían en grandes inspiraciones para sus obras posteriores.
Finalmente, en 2005, Becker recibió su primera computadora portátil, una Acer TravelMate, que utilizó para comenzar a animar usando Macromedia Flash (más tarde Adobe Flash Professional y actualmente Adobe Animate); su primera animación oficial, titulada Pink Army, se publicó en Newgrounds en 2006, donde le fue bien.
El 3 de junio de 2006, a la edad de 17 años, Becker publicó la exitosa animación Animator vs. Animation en Newgrounds, donde rápidamente se volvió viral y llevó a que se volviera a cargar en varios sitios web de medios. Según Becker, una empresa anónima le ofreció 75 dólares por los "derechos exclusivos" de "Animator vs Animation", pero decidió no hacerlo, siguiendo el consejo de Steven Lerner, propietario de Albino Blacksheep. Más tarde, descubrió que su animación había sido cargada en el notorio sitio web de entretenimiento eBaum's World sin permiso (por lo que el sitio era famoso por hacerlo con muchos otros creadores de videos). Después de que Steven Lerner usó esto como evidencia en una batalla legal contra eBaum's World, Becker aceptó un pago de $250 por el uso de la animación. Sin embargo, después de un cambio de opinión, devolvió el dinero y eliminó la animación.
Atom Films persuadió y financió a Becker para que creara una secuela después del éxito de su primera animación, por lo que creó Animator vs. Animation II. En 2007, Charles Yeh, entonces de 14 años, se ofreció a crear un juego en línea basado en la animación y, después de ver su impresionante trabajo, Becker accedió a colaborar con él. Pronto, después de muchas solicitudes para una tercera animación, Animator vs. Animation III finalmente se lanzó en 2011 y Becker tenía la intención de convertirla en la última de la serie, afirmando que "quería asegurarse de que no pudiera salir ninguna secuela". que "al terminar el video con la pantalla azul de la muerte como si la computadora misma estuviera muerta" y la serie de animación no podía ir más allá. A pesar de esto, ha declarado que su profesor de animación Tom Richner lo inspiró a continuar en YouTube después de que sus pasantías en Pixar fueron rechazadas dos años en un fila. Su cuarta animación, Animator vs. Animation IV, recibió más de $11,000 en micromecenazgo en Kickstarter.
Becker también ha creado obras relacionadas con el videojuego Minecraft, como el video Animation vs. Minecraft y un servidor basado en la película de Studio Ghibli Mi vecino Totoro, que fue señalado por Smithsonian revista que Becker había rendido homenaje a la visión de Studio Ghibli en otra de sus películas, Spirited Away, mediante la reconstrucción de una versión explorable de la casa de baños embrujada de la película. Becker también creó una serie de videos de "cómo hacer" relacionados con la animación basados en los "12 principios básicos de la animación", que se subió a su canal secundario de YouTube "Alan Becker Tutorials".
El 21 de noviembre de 2017, Becker anunció que estaba trabajando con Insanity Games para crear un juego de cartas basado en sus animaciones. Fue lanzado en mayo de 2018.
A partir del 18 de noviembre de 2017, Becker comenzó a hacer nuevas animaciones cortas de Minecraft, llamadas AvM Shorts, debido al hecho de que Animation vs. Minecraft comenzaba a recibir más atención, superando a Animator vs. Animation como el video más visto de su canal. El 30 de junio de 2018, a las 09:44:52 EST, Animation vs. Minecraft alcanzó los 100 millones de visitas en YouTube, junto con un video que muestra, Animation vs. League of Legends.
El 29 de octubre de 2019, Becker se unió al #TeamTrees y creó un video de recaudación de fondos titulado "Blue's New Superpower"; también donó $ 5,100 a la organización..
El 5 de diciembre de 2020, Becker lanzó "Animator vs. Animation V", una colección de sus episodios de "Animator vs. Animation Shorts", En donde The Chosen One y The Dark Lord regresan y The Second Coming parece tener superpoderes pero después de usarlos no parece recordar que los tuvo. 
El 11 de diciembre de 2021, Becker se unió al #TeamSeas, una continuación de #TeamTrees y creó un video de recaudación de fondos titulado "Animation vs. Trash".
El 29 de abril de 2023, Becker lanzó "Wanted - Animator vs. Animation VI - Ep 1".
El 4 de noviembre de 2023 ,Alan Becker lanzó "The Box - Animator vs. Animation VI - Ep 2" en donde Victim regresa

## Premios
En 2007, Animator vs. Animation II ganó el Premio Webby "Elección del público".

## Filmografía
| Año  | Video                                                      | Notas                                                     |
| ---- | ---------------------------------------------------------- | --------------------------------------------------------- |
| 2006 | Pink Army                                                  | Primera animación publicada de Alan Becker en Newgrounds. |
| 2006 | Animator vs. Animation                                     |                                                           |
| 2006 | Trampoline time-lapse                                      |                                                           |
| 2007 | Machine                                                    |                                                           |
| 2007 | Stop Motion – Worm                                         |                                                           |
| 2007 | Animator vs. Animation 2                                   | Ganó un Premio Webby "Elección del público"               |
| 2007 | AIM spam 100 IMs in 13 minutes                             |                                                           |
| 2009 | Instant Messaging in Real Life                             |                                                           |
| 2010 | We Are Corn                                                |                                                           |
| 2010 | Frog and the Fly                                           |                                                           |
| 2011 | HOST.NET Animation                                         |                                                           |
| 2011 | My First Maya Animation                                    |                                                           |
| 2011 | Crank Powered Dancing Eggplant Machine                     |                                                           |
| 2011 | RiverRun Film Festival intro                               |                                                           |
| 2011 | If Water Had Eyes                                          |                                                           |
| 2011 | Animator vs. Animation 3                                   |                                                           |
| 2011 | Something Freaky                                           |                                                           |
| 2011 | The Burger                                                 |                                                           |
| 2012 | Burger Box                                                 |                                                           |
| 2012 | Stick Texting                                              |                                                           |
| 2013 | My paper crane flew away                                   |                                                           |
| 2013 | Lumin                                                      |                                                           |
| 2013 | A Wild Pokémon Sighting                                    |                                                           |
| 2014 | Revolt TV Animation                                        |                                                           |
| 2014 | Revolt TV Animation 2                                      |                                                           |
| 2014 | Animator vs. Animation 4                                   |                                                           |
| 2015 | Chairbending                                               |                                                           |
| 2015 | Stick Texting – A Whole Conversation                       |                                                           |
| 2015 | Animation vs. Minecraft                                    |                                                           |
| 2016 | The Story Of Love                                          |                                                           |
| 2016 | GreeNoodle                                                 |                                                           |
| 2017 | Animation vs. YouTube                                      |                                                           |
| 2017 | AvM Shorts #1 – The Rediscovery                            |                                                           |
| 2017 | AvM Shorts #2 – The Building Contest                       |                                                           |
| 2018 | AvM Shorts #3 – The Roller Coaster                         |                                                           |
| 2018 | AvM Shorts #4 – Potions                                    |                                                           |
| 2018 | AvM Shorts #5 – Note Blocks                                |                                                           |
| 2018 | AvM Shorts #6 – Command Blocks                             |                                                           |
| 2018 | AvM Shorts #7 – PvP                                        |                                                           |
| 2018 | AvM Shorts #8 – The Nether                                 |                                                           |
| 2018 | AvM Shorts #9 – Villagers                                  |                                                           |
| 2018 | Animator vs. Animation 5 – The Virus                       |                                                           |
| 2018 | AvM Shorts #10 – The End                                   |                                                           |
| 2018 | Animator vs. Animation 6 – The Chosen One's Return         |                                                           |
| 2018 | Animation vs. League of Legends                            |                                                           |
| 2019 | AvM Shorts #11 – SkyBlock                                  |                                                           |
| 2019 | Animator vs. Animation 7 – The Flashback                   |                                                           |
| 2019 | AvM Shorts #12 – TNT Land                                  |                                                           |
| 2019 | AvM Shorts # 13 – The Dolphin Kingdom                      |                                                           |
| 2019 | Animation vs. Pokémon                                      |                                                           |
| 2019 | AvM Shorts #14 – Cave Spider Roller Coaster                |                                                           |
| 2019 | Blue's New Superpower                                      | Vídeo de recaudación de fondos para #TeamTrees            |
| 2019 | Animation vs. Super Mario Bros.                            |                                                           |
| 2020 | AvM Shorts #15 – Redstone Academy                          |                                                           |
| 2020 | AvM Shorts #16 – Note Block Battle                         |                                                           |
| 2020 | AvM Shorts #17 – Build Battle                              |                                                           |
| 2020 | AvM Shorts #18 – Texture Pack                              |                                                           |
| 2020 | AvM Shorts #19 – Lucky Blocks                              |                                                           |
| 2020 | Animation vs. Animation 8 – The Showdown                   |                                                           |
| 2020 | AvM Shorts #20 – The Piglin War                            |                                                           |
| 2021 | AvM Shorts #21 – The Witch                                 |                                                           |
| 2021 | AvM Shorts #22 – Parkour                                   |                                                           |
| 2021 | AvM Shorts #23 – Titan Ravager                             |                                                           |
| 2021 | AvM Shorts #24 – Lush Caves                                |                                                           |
| 2021 | Epic Moments – AvM Shorts (Series 1)                       | Recopilación de varios momentos de los AvM Shorts         |
| 2021 | AvM Shorts #25 – The Ultimate Weapon                       |                                                           |
| 2021 | AvM Shorts #26 – The Warden                                |                                                           |
| 2021 | Animation vs. Arcade Games                                 |                                                           |
| 2021 | Animation vs. Trash                                        | Video de recaudación de fondos para #TeamSeas             |
| 2022 | AvM Shorts #27 – Monster School                            |                                                           |
| 2022 | AvM Shorts #28 - The Raid                                  |                                                           |
| 2022 | AvM Shorts #29 - Note Block Universe                       |                                                           |
| 2022 | AvM Shorts #30 - The King                                  |                                                           |
| 2023 | Animator vs. Animation 9 - Wanted                          |                                                           |
| 2023 | AvM Shorts #31 - Ultimate Minecart Race                    |                                                           |
| 2023 | Animation vs. Math                                         |                                                           |
| 2023 | AvM Shorts #32 - The Chef                                  |                                                           |
| 2023 | Animator vs. Animation 10 - The Box                        |                                                           |
| 2023 | An Actual Short Compilation - Season 1 (official)          | Recopilación de los videos de Actual Shorts               |
| 2023 | Animation vs. Physics                                      |                                                           |
| 2023 | AvM Shorts #33 - Lucky Block Staff                         |                                                           |
| 2024 | AvM Shorts #34 - The Prank                                 |                                                           |
| 2024 | AvM Shorts #35 - Note Block Concert                        |                                                           |
| 2024 | Animation vs. Geometry                                     |                                                           |
| 2024 | Influencer Arc #1 - Green's Channel                        |                                                           |
| 2024 | Influencer Arc #2 - IS GREEN OKAY!?                        |                                                           |
| 2024 | Influencer Arc #3 - Burnout                                |                                                           |
| 2024 | The Rise and Fall of Green - Influencer Arc (All Episodes) | Recopilación de los videos del Influencer Arc             |
| 2024 | An Actual Short Compilation - Season 2 (official)          | Recopilación de los videos de Actual Shorts               |
| 2024 | Victim - Animator vs. Animation 11                         |                                                           |
| 2025 | Animation vs. Coding                                       |                                                           |
| 2025 | Animation vs. Addiction                                    |                                                           |
| 2025 | AVM Shorts #36 - Bedwars                                   |                                                           |
| 2025 | App Staff                                                  |                                                           |
| 2025 | Speedrun Competition                                       |                                                           |
| 2025 | Mercenary Tryouts                                          |                                                           |
| 2025 | Beta Animation vs. Minecraft Shorts Ep 0                   |                                                           |